# Zabara (obwód tarnopolski)
Zabara (ukr. Забара) – wieś na Ukrainie  w obwodzie tarnopolskim, w rejonie krzemienieckim.
Nocą z 22 na 23 kwietnia 1943 roku oddział UPA pod dowództwem Iwana Kłymyszyna "Kruka" dokonał eksterminacji ludności polskiej. Zginęło około 70 osób.